# Rosoy (Yonne)
Rosoy ist eine französische Gemeinde mit 1.077 Einwohnern (Stand: 1. Januar 2022) im Département Yonne in der Region Bourgogne-Franche-Comté. Die Gemeinde gehört zum Arrondissement Sens und zum Kanton Sens-2. Die Einwohner werden Rosaltiens genannt.

## Geographie
Rosoy liegt an der Yonne, fünf Kilometer südsüdöstlich des Stadtzentrums von Sens. Umgeben wird Rosoy von den Nachbargemeinden Sens im Norden und Nordwesten, Maillot im Norden und Nordosten, Malay-le-Grand im Osten und Nordosten, Véron im Süden, Étigny im Westen und Südwesten sowie Gron im Westen.

## Geschichte
Von 1973 bis 2007 war die Gemeinde ein Ortsteil der Stadt Sens.

## Bevölkerungsentwicklung
| 336                        | 387 | 1052 | 1073 | 1106 |
| Quellen: Cassini und INSEE |     |      |      |      |

## Sehenswürdigkeiten

Kirche Saint-Barthélémy

- Kirche Saint-Barthélémy